# 南北韓足球打吡
南北韓足球打吡（韓語：남북전）是東亞地區足球最具代表性的國家隊—韓國國家足球隊與朝鮮國家足球隊之間的一場足球競爭。兩隊自1978年以來正式對戰。總體來看韓國在這場競爭取得較多勝場，共獲勝7次，而朝鮮則是1次，另外有9場平局。

## 歷史

### 起始
南北兩韓在第二次世界大戰分治以來，政治與軍事緊張一直存在。足球作為全球最受歡迎的運動之一，在這樣的背景下南北韓足球打吡不僅是運動競賽，更帶有強烈的民族主義色彩，每一次對戰都被賦予超越體育本身的意義。在朝鮮於1966年國際足協世界盃取得進入八強的佳績後，韓國政府為了超越北韓足球水平創立反共足球俱樂部——陽澤足球俱樂部，以加強國家足球隊的發展。此舉成效顯著，南韓隊在1970年亞洲運動會上獲得冠軍。1978年亞洲運動會決賽中，南北韓首次在足球場上對決，最終雙方在無點球大戰情況下以0-0平手共享冠軍頭銜。
在1990年代初，朝鮮半島兩邊關係和聯繫逐漸改善，文化交流活躍，其中包括足球領域。1990年兩韓互相進行首次友誼賽，同年它們在1990年亞足聯青年錦標賽決賽對決，最終韓國互射十二碼擊敗朝鮮奪冠。南北兩韓協商下，在1991年國際足協世界青年錦標賽破天荒組成一支兩韓聯隊參賽。

### 1994年世界盃資格賽
1993年10月28日上演最後一場世界盃亞洲區外圍賽，韓國與朝鮮繼1989年再次對決，韓國在積分榜上落後日本（在倒數第二場賽事中敗給南韓）和沙特阿拉伯，爭取兩個亞洲區的1994年國際足協世界盃參賽名額，而朝鮮則已經被淘汰出局。南韓在賽事的下半場由高正雲、黃善洪和河錫舟進球，最終以3-0擊敗朝鮮。同時由於日本在對陣伊拉克的比賽中被對方攻入平局，韓國以進球差的優勢超越日本，成功晉級1994年世界盃。

### 2002年世界盃
朝鮮在1994年世界盃亞洲區外圍賽最後一輪結束後因國內饑荒及金日成逝世而退出國際比賽，直到2000年才再次嘗試參賽。在南韓與日本聯合舉辦的2002年世界盃期間，朝鮮報紙《人民朝鮮》刊登朝鮮足球協會主席李光勳對南韓足球協會主席的賀電，祝賀南韓在世界盃中取得的「巨大成功」，並形容這是「向世界展示朝鮮民族的優勢和堅韌精神的驚人示範」。東亞專家格林·福特（Glyn Ford）指出，當朝鮮無法支持自己國家時，他們會支持韓國。他們更希望韓國能夠戰勝其他對手，除非他們與韓國對陣，他們也會為韓國人加油打氣。

### 2010年世界盃
在2008年，2010年世界盃外圍賽南北韓抽中同一小組，9月10日韓國原本作客平壤市比賽，但由於朝鮮當局拒絕播放愛國歌（南韓國歌）和升起韓國國旗，比賽不得不轉移到上海市舉行。隔年，韓國在首爾主場迎戰朝鮮，韓國以1-0獲勝，而朝鮮足球協會解釋這次失敗是指責韓國故意對幾名球員進行食物中毒。
在2010年國際足協世界盃中，南北韓兩國歷史性首次同時取得參賽資格。據報導在首爾市的酒吧裡，可以找到一群韓國人為朝鮮隊歡呼，聲音不亞於為自己國家隊歡呼的聲音。韓國隊長朴智星表示：“我會觀看朝鮮的比賽，韓國和朝鮮使用相同的語言，實際上我們是同一個國家”。在2011年的一項民意調查顯示，絕大多數的韓國人在朝鮮與其他國家對陣時支持朝鮮隊；超過70%的人會支持朝鮮隊對陣美國隊，而只有約7%的人會支持美國隊。然而朝鮮時不時的軍事挑釁仍然是與韓國關係惡化的因素，每當兩國再次在足球場出現對決時，緊張局勢持續存在。
自從1990年獲得唯一一次勝利以來，朝鮮再也沒有擊敗過韓國。另一方面，韓國女子足球隊只在2005年的一場友誼賽中擊敗過朝鮮。

## 對賽紀錄

### 男子
| # | 日期           | 場地                                  | 比賽類型                   | 主場隊伍 | 比分        | 客場隊伍 | 主場進球                           | 客場進球        | 參考 |
| - | -------------- | ------------------------------------- | -------------------------- | -------- | ----------- | -------- | ---------------------------------- | --------------- | ---- |
| 1 | 1978年12月22日 | 國家體育場 泰國，曼谷                 | 1978年亞洲運動會決賽       | 朝鮮     | 0–0（加時） | 韓國     |                                    |                 |      |
| 2 | 1980年9月28日  | 薩巴赫·薩利姆運動場 科威特，科威特城  | 1980年亞洲盃準決賽         | 朝鮮     | 1–2         | 韓國     | 朴正勳 19'（）                     | 丁海遠 80', 89' |      |
| 3 | 1989年10月16日 | 新加坡国家体育场 新加坡               | 1990年國際足總世界盃外圍賽 | 朝鮮     | 0–1         | 韓國     |                                    | 黄善洪 18'      |      |
| 4 | 1990年7月29日  | 北京工人体育场 中國，北京市           | 1990年皇朝杯足球赛         | 朝鮮     | 0–1         | 韓國     |                                    | 皇甫官 89'      |      |
| 5 | 1990年10月11日 | 綾羅島5月1日競技場 朝鮮，平壤市       | 友誼賽                     | 朝鮮     | 2–1         | 韓國     | 尹正水 49'，卓英彬 90'             | 卓英彬 25'      |      |
| 6 | 1990年10月23日 | 首爾奧林匹克主競技場 韓國，首爾特別市 | 友誼賽                     | 韓國     | 1–0         | 朝鮮     | 黄善洪 25'                         |                 |      |
| 7 | 1992年8月24日  | 北京工人体育场 中國，北京市           | 1992年皇朝杯足球赛         | 韓國     | 1–1         | 朝鮮     | 洪明甫 22'                         | 崔英善 89'      |      |
| 8 | 1993年10月28日 | 卡達競技體育場 卡塔爾，多哈           | 1994年世界盃亞洲區外圍賽   | 韓國     | 3–0         | 朝鮮     | 高正云 49'，黄善洪 53'，河錫舟 75' |                 |      |